# Хроматика
Хрома́тика (от др.-греч. χρῶμα «цвет; краска», первоначально «цвет кожи») в музыке — один из интервальных родов, полутоновая система.

## Классификация видов хроматики

В квинто-квартовой цепи звуки хроматики образуют 7-11 квинты от «базовой» высоты (f-fis, f-cis и т. д.); интервал, образуемый 12-й квинтой (f-eis),— микрохроматическая комма.

В теоретическом музыкознании звуки хроматики схематически представляют как продление диатонической 6-квинтовой (7-ступенной) цепи. Пределом, регулирующим количество тонов хроматической интервальной системы, является 12-я квинта, крайний (13-й) звук которой образует уже микротоновый интервал — комму.
В. М. Барский и Ю. Н. Холопов определяют следующие виды хроматики:
- модуляционная;
- субсистемная (при отклонениях);
- вводнотоновая (вар. вводнотонная);
- альтерационная;
- микстовая (возникает от смешения разных диатоник);
- автономная (или натуральная, или гемитоника[1]).

Термины модуляционная и субсистемная хроматика применимы только к гармонической тональности (так как только там можно говорить о модуляции и отклонении). Аналогией субсистемной тональной хроматики в (исторически более ранней) модальной музыке (с присущими ей метаболами) выступает так называемая транспозиционная хроматика, которую старинная теория аргументировала ложной мутацией. Термины вводнотоновая и альтерационная хроматика применимы и к модальной и к тональной музыке (если понимать альтерацию широко, как изменение базовой диатонической ступени на хроматическую). Автономная (она же гемитоника) относится к хроматической 12-тоновой музыке XX века (и позже), которая не является ни модальной (в смысле европейской старинной модальности) ни тональной (в смысле мажорно-минорной тональности классико-романтического типа).

## Хроматика в мажорно-минорной тональности
В отличие от античной хромы (см. Роды мелоса) европейская хроматика в Средние века (например, musica ficta в плавном распеве [cantus planus] католиков), в многоголосии Ренессанса (в системе старомодальной гармонии) и в музыке Нового времени (в системе гармонической тональности классико-романтического типа), вплоть до начала XX века рассматривалась как коррелят диатоники.
Хроматические ступени в мелодии, в интервалах и созвучиях (конкордах и аккордах) устанавливаются как таковые только на основе их соотнесённости с диатонической «базой».

### Хроматические интервалы по положению и по существу
Различают хроматические интервалы по положению и по существу. В том случае, когда интервал не превышает шести квинт (например, в C-dur h-fis, a-gis, dis-ais), он считается хроматическим по положению, но диатоническим по существу. Это различение было введено в «Трактате о гармонии» Ф. О. Геварта. На русском языке его впервые описал Г. Л. Катуар. Интервалы хроматические по положению, но диатонические по существу, Л. А. Карклиньш предлагал называть «диахроматическими». Эту классификацию (и терминологию) разделяет в своём учебнике гармонии Ю. Н. Холопов.
Хроматическими по существу называются такие интервалы, которые образуются семью и более квинтовыми шагами, а именно:
- увеличенная прима (и уменьшённая октава);
- увеличенная квинта (и уменьшённая кварта);
- увеличенная секунда (и уменьшённая септима);
- увеличенная секста (и уменьшённая терция);
- увеличенная терция (и уменьшённая секста).

То же относится и к аккордам. Например, в C-dur аккорд d-fis-a-c1 хроматический по положению, но диатонический по существу; аккорд dis-fis-a-c1, напротив, считается хроматическим по существу (так как содержит уменьшённую септиму dis-c1).
В ладовом контексте мажорно-минорной тональности хроматические интервалы придают мелодии повышенную экспрессию, а тональной гармонии (например, альтерированные аккорды) — обострённую функциональную динамику.

## Автономная хроматика
Автономная хроматика, иначе называемая гемитоникой, порывает с традиционной для музыкальной Европы корреляцией диатоники и хроматики. Гемитоника в 12-тоновой музыке XX века (см. Додекафония) — это интервальная система из одних самостоятельных, независимых от диатонической основы, звукоступеней на расстоянии полутона. Принципиально неважно, как нотирован тот или иной звук (например, eis или f, gis или as), так как энгармонизмы не рассматриваются как ладовые ступени в контексте гармонической тональности, но трактуются как полные структурно-функциональные эквиваленты, один и тот же высотный класс. «Материальной» предпосылкой для возникновения гемитоники стал равномерно темперированный строй.

## Исторический очерк
Использование хроматики (и микрохроматики) в музыке как правило обязано творческим экспериментам композитора в области гармонии, приобретающим интенсивность на переломе «стилевых» эпох. Первый расцвет хроматики связан с эстетикой маньеризма в переходном периоде Ars subtilior, второй — при переходе от Возрождения к Новому времени (2-я половина XVI — начало XVII веков). В это время созданы художественные шедевры хроматической музыки Карло Джезуальдо, Луки Маренцио, Сиджизмондо д'Индия, отчасти — Орландо Лассо, Чиприано де Роре, Луццаско Луццаски, Дж. М. Трабачи. Хроматические сочинения как таковые необязательно означают высокие творческие достижения, они могут носить характер кунштюков — единичных артефактов, не поддержанных современниками — прежде всего, композиторами и исполнителями. Они лишь изредка звучат на концертной сцене и в аудиозаписи XX и XXI веков. К таковым относятся, например, произведения Николы Вичентино, Гийома Котле, Франческо Орсо, Асканио Майоне, Джованни де Мака и некоторых других. Новый всплеск интереса к хроматике произошёл в мажорно-минорной расширенной тональности. К её выразительности так или иначе обращались все композиторы эпохи романтизма, чаще других в Западной Европе — Рихард Вагнер и Ференц Лист, в России — А. Н. Скрябин.